# PinePhone
PinePhone — смартфон, розроблений гонконзьким виробником комп'ютерів Pine64, призначений для повного контролю над пристроєм. Заходи для забезпечення цього: запуск основних мобільних операційних систем на базі Linux, збирання телефону за допомогою гвинтів, спрощення розбирання для ремонту та оновлення та надання шести вимикачів / перемикачів безпеки для компонентів апаратного забезпечення. PinePhone постачається з операційною системою на базі Manjaro Linux із використанням графічного інтерфейсу Plasma Mobile, хоча користувачі можуть інсталювати інші дистрибутиви.

## Історія та видання
Pine64 продавав обмежені випуски PinePhone для розробників і перших користувачів. Телефон поставлявся по всьому світу з деякими географічними обмеженнями. Випуск «Braveheart» (Хоробре серце), випущений в січні 2020 року, був першою загальнодоступною версією телефону, яка містила лише тестову прошивку, щоб користувач міг перевірити свій телефон перед встановленням операційної системи на свій вибір. 
У 2019 році Pine64 у партнерстві з відомими проєктами Linux-on-phone запустили кампанію «Community Edition», щоб стимулювати розробку програмного забезпечення для пристрою.  Завдяки цьому партнерству Pine64 пожертвував 10 доларів США за кожну продану одиницю для супутніх проєктів. Випуск PinePhone, створений спільнотою, має брендування на задній стороні корпусу і поставляється у спеціальній коробці, розробленій художниками-партнерами. Випуск «Mobian», створений спільнотою, у лютому 2021 року був останнім.

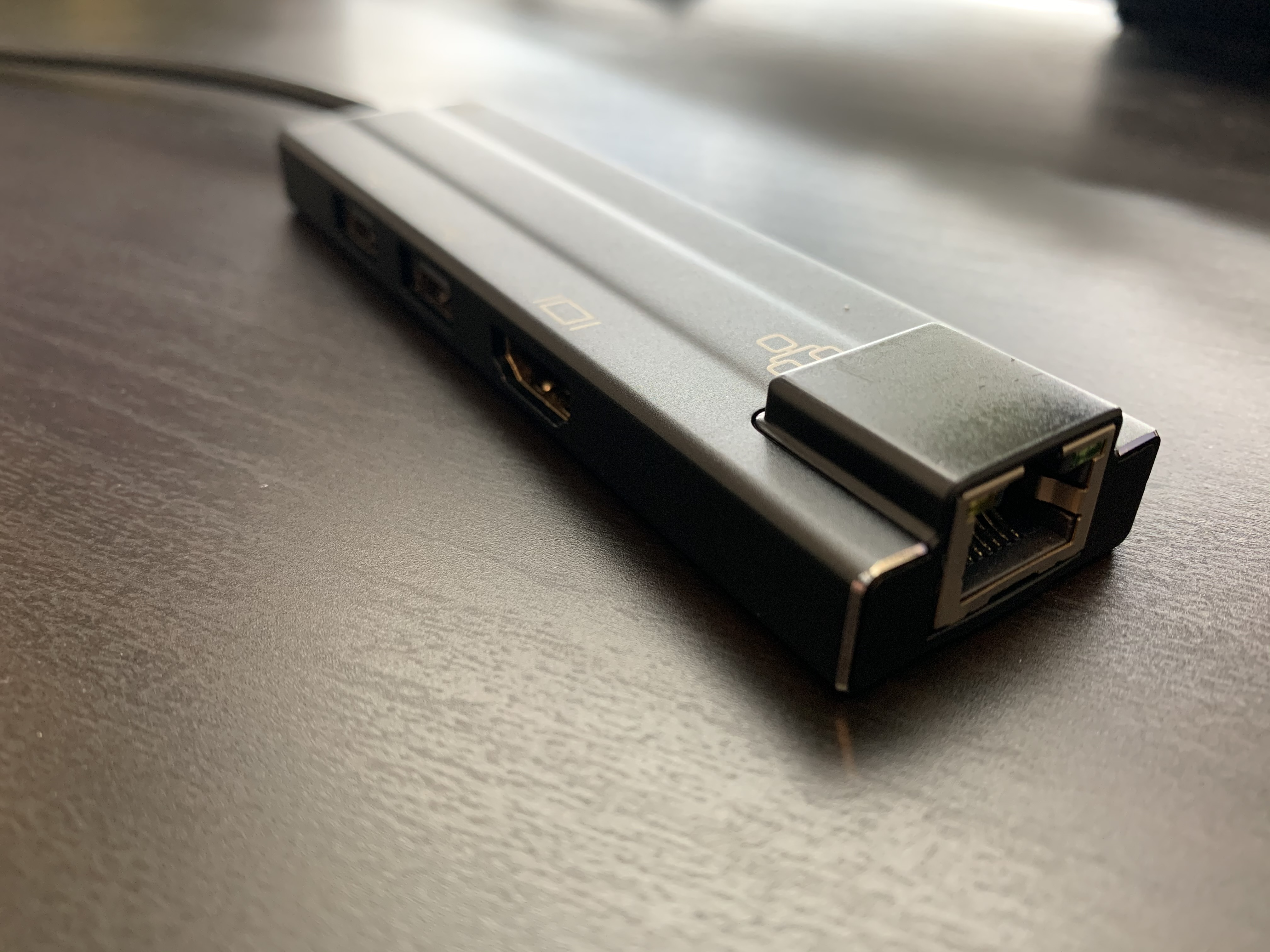
Док-панель PinePhone

Спочатку PinePhone був доступний лише в одній апаратній конфігурації. Покращений пакет Convergence Package був представлений разом із повідомленням про видання для спільноти postmarketOS, що містить збільшену оперативну пам’ять, додаткову пам'ять eMMC і док-станцію USB-C, відому як «docking bar». Панель док-станції здатна подавати живлення на телефон через вхід живлення USB-C (5V 3A), виводити цифрове відео через HDMI, а також має підключення Ethernet 10/100 Мбіт/с і два порти USB 2.0 (наприклад, для зовнішнього накопичувача, миші та клавіатури). 
У лютому 2021 року Pine64 оголосив про припинення випуску пристроїв спільноти і що операційною системою за замовчуванням PinePhone буде Manjaro з використанням графічного середовища KDE Plasma Mobile. Через кілька тижнів компанія представила PinePhone Beta Edition. Було підтверджено, що апаратне забезпечення та ціни бета-версії були такими ж, як і в попередніх трьох виробничих випусках, розроблених  спільнотою, а «бета» була посиланням лише на програмне забезпечення. Pine64 розпочав попередні замовлення 24 березня 2021 року, а наприкінці квітня почав поставляти пристрої Beta Edition.
У жовтні 2021 року Pine64 анонсувала PinePhone Pro. У січні 2022 року Pine64 почав приймати попередні замовлення на PinePhone Pro для доставлення до лютого 2022 року.
| Модель                                     | Попередньо встановлена ОС                        | Попередньо встановлений графічний інтерфейс | Дата попереднього замовлення | Дата відправлення | Ревізія обладнання | Процесор                                                                        | Оперативна пам'ять (ГБ) | Пам'ять eMMC (ГБ) | Ціна                                             |
| ------------------------------------------ | ------------------------------------------------ | ------------------------------------------- | ---------------------------- | ----------------- | ------------------ | ------------------------------------------------------------------------------- | ----------------------- | ----------------- | ------------------------------------------------ |
| Pinephone - Braveheart Edition             | Заводський тестовий образ на основі postmarketOS | призначений для користувача інтерфейс       | 15 листопада 2019            | 17 січня 2020     | v1.1               | Чотирьохядерний процесор Allwinner A64 ARM Cortex-A53, 64 біт при макс. 1,2 ГГц | 2                       | 16                | 149 доларів США                                  |
| Pinephone - UBports Community Edition      | Ubuntu Touch                                     | Lomiri                                      | 2 квітня 2020                | Травень 2020      | v1.2               | Чотирьохядерний процесор Allwinner A64 ARM Cortex-A53, 64 біт при макс. 1,2 ГГц | 2                       | 16                | 149 доларів США                                  |
| Pinephone - postmarketOS Community Edition | postmarketOS                                     | Phosh                                       | 15 липня 2020                | 25 серпня 2020    | v1.2a              | Чотирьохядерний процесор Allwinner A64 ARM Cortex-A53, 64 біт при макс. 1,2 ГГц | 2/3                     | 16/32             | $149 / $199 (останній включає док-станцію USB-C) |
| Pinephone - Manjaro Community Edition      | Manjaro                                          | Phosh                                       | 17 вересня 2020              | 30 жовтня 2020    | v1.2b              | Чотирьохядерний процесор Allwinner A64 ARM Cortex-A53, 64 біт при макс. 1,2 ГГц | 2/3                     | 16/32             | $149 / $199 (останній включає док-станцію USB-C) |
| Pinephone - KDE Community Edition          | Manjaro (спеціальна версія)                      | Plasma Mobile                               | 1 грудня 2020                | Січень 2021       | v1.2b              | Чотирьохядерний процесор Allwinner A64 ARM Cortex-A53, 64 біт при макс. 1,2 ГГц | 2/3                     | 16/32             | $149 / $199 (останній включає док-станцію USB-C) |
| Pinephone - Mobian Community Edition       | Mobian                                           | Phosh                                       | 17 січня 2021                | Лютий 2021        | v1.2b              | Чотирьохядерний процесор Allwinner A64 ARM Cortex-A53, 64 біт при макс. 1,2 ГГц | 2/3                     | 16/32             | $149 / $199 (останній включає док-станцію USB-C) |
| Pinephone - бета-версія                    | Manjaro                                          | Plasma Mobile                               | 24 березня 2021              | Квітень 2021      | v1.2b              | Чотирьохядерний процесор Allwinner A64 ARM Cortex-A53, 64 біт при макс. 1,2 ГГц | 2/3                     | 16/32             | $149 / $199 (останній включає док-станцію USB-C) |
| Pinephone Pro - Explorer Edition           | Manjaro                                          | Plasma Mobile                               | 2022                         | 2022              |                    | Rockchip RK3399S SoC з 2 ядрами A72 1,5 ГГц і 4 ядрами A53 1,5 ГГц              | 4                       | 128               | 399 доларів США                                  |

## Особливості та порівняння
PinePhone часто порівнюють з іншими телефонами, які поставляються з дистрибутивами Linux, відмінними від Android, особливо з Librem5, який вийшов приблизно в той же час, і телефоном WiFi-VoIP Necuno, який не використовує стільниковий модем.
Pine64 обіцяє п'ять років виробництва. Довгий термін експлуатації та використання спільної платформи A64 із планшетом PineTab і платами Pine A64 заохочують любителів створювати модифікації та проекти DIY на основі PinePhone.

### Обладнання

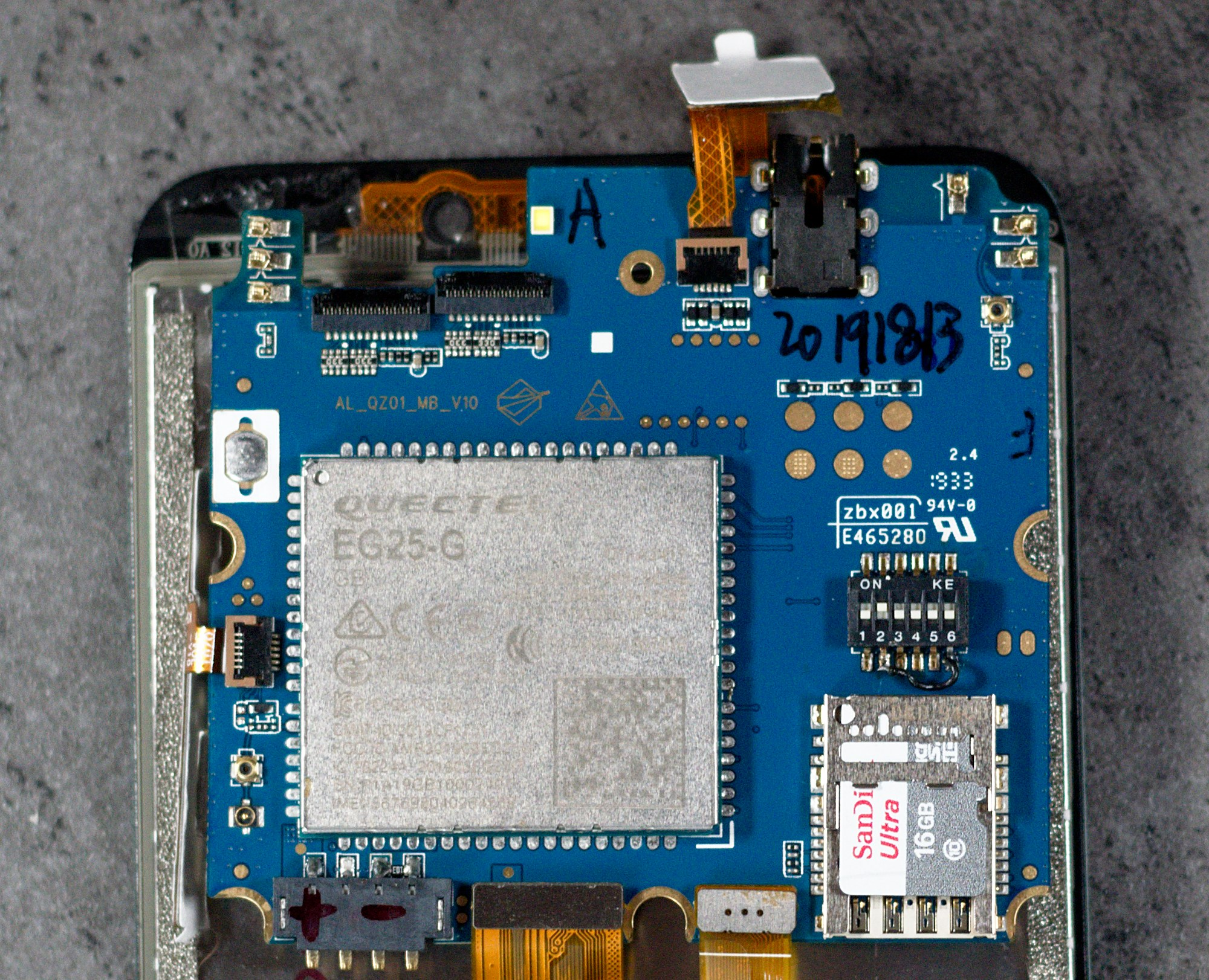
Основна плата; DIP-вимикачі по центру справа, чорно-білі

Оригінальний PinePhone використовував процесор Allwinner A64, який має чотири ядра Cortex-A53 з тактовою частотою 1,152 ГГц і графічний процесор Mali-400 MP2. Його каркас та кришка корпусу зроблені з пластику. Він має 5-мегапіксельну задню камеру та 2-мегапіксельну фронтальну камеру, а також порт USB-C з USB 2.0, який підтримує альтернативний режим DisplayPort . Акумулятор ємністю 3000 мАг підтримує швидку зарядку 15Вт і легко замінюється без інструментів. Він використовує той самий форм-фактор, що й батарея Galaxy J7, щоб полегшити пошук замінних батарей.  Дистрибутиви Linux налаштовують свій LPDDR 3 DRAM на тактовій частоті, яка коливається від 552 до 624МГц. 
Як і Librem5, PinePhone використовує окрему базову смугу стільникового зв’язку та чіпи WiFi/Bluetooth. Разом із апаратними перемикачами це призводить до більших друкованих плат (PCB) і меншої енергоефективності порівняно з телефоном Android масового виробництва з інтегрованою системою на чіпі, наприклад Snapdragon, Helio або Exynos . PinePhone тонший на 9,2мм, ніж у Librem5, який становить 15,5мм товщиною, оскільки PinePhone припаює свої чіпи бездротового зв’язку до друкованої плати, тоді як Librem5 розміщує компоненти стільникового зв’язку та WiFi/Bluetooth на двох знімних картах M.2.   
Pine64 є другим виробником телефонів (після OpenMoko), який пропонує завантаження з картки microSD, що дозволяє користувачам випробувати одну або кілька операційних систем перед встановленням у внутрішню флеш-пам’ять.
Ще одна відмінна риса PinePhone - роз'єм I2C під задньою кришкою, який можна використовувати для додавання модів на телефон.  У 2019 і 2020 роках Pine64 заявив, що розробляє чотири модифікації: фізичну клавіатуру, натхненну Psion Series 5,  акумулятор на 5000 мАг, бездротову зарядку  та датчик відбитків пальців. 

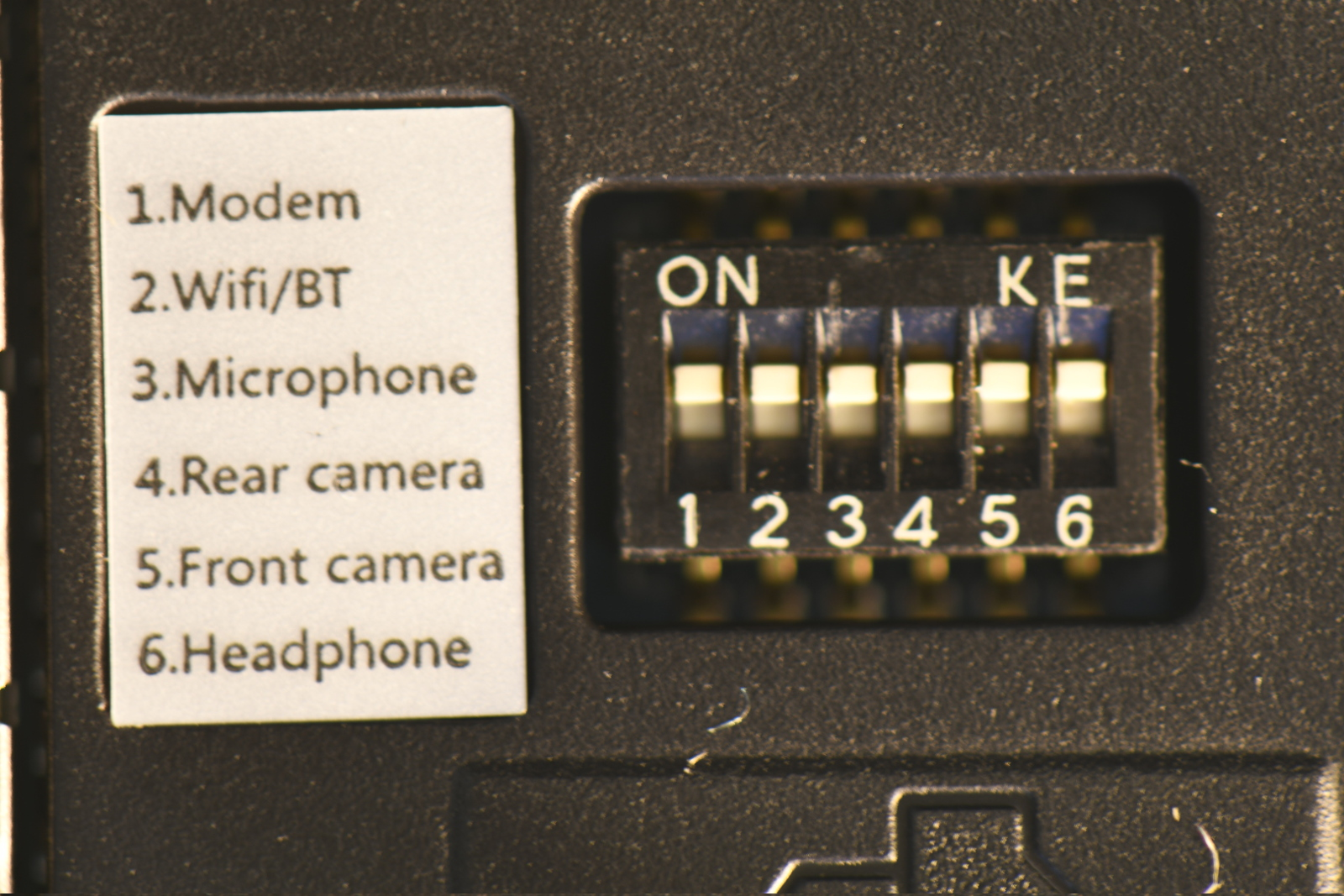
DIP-перемикачі в PinePhone

PinePhone має шість DIP-перемикачів під задньою кришкою, перші п’ять з яких вимикають окремо стільниковий модем, модуль WiFi/Bluetooth, мікрофон, задню камеру та передню камеру. Шостий DIP-перемикач перетворить 3,5мм роз’єм для навушників у послідовний порт UART , що є першим випадком, коли такий комутатор був включений у мобільний телефон. 
Схеми PinePhone доступні. 

### Програмне забезпечення
PinePhone прагне бути повністю відкритим у своїх драйверах і завантажувачі. Незважаючи на це, через дефіцит компонентів з відкритим кодом для стільникового та бездротового зв’язку мікропрограмне забезпечення для Realtek RTL8723CS WiFi/Bluetooth, а також додаткова прошивка з автофокусом для задньої камери OmniVision OV5640 залишаються запатентованим програмним забезпеченням . Щоб пом’якшити потенційні загрози конфіденційності, ці компоненти зв'язується з рештою системи лише через послідовні протоколи, такі як USB 2.0, I2S і SDIO, які не дозволяють прямий доступ до пам’яті (DMA). Використання цих протоколів також дозволяє фізично відключити їх за допомогою перемикачів. 
Наприкінці 2020 року Pine64 запустила конкурс під назвою Nutcracker Challenge, щоб заохотити розвиток бездротових мереж із відкритим кодом на платі BL602 WiFi та Bluetooth.  Прошивка модему Quectel EG25-G LTE базується на мінімальному дистрибутиві Android, який частково є відкритим і може оновлюватися користувачем. 

#### Операційні системи

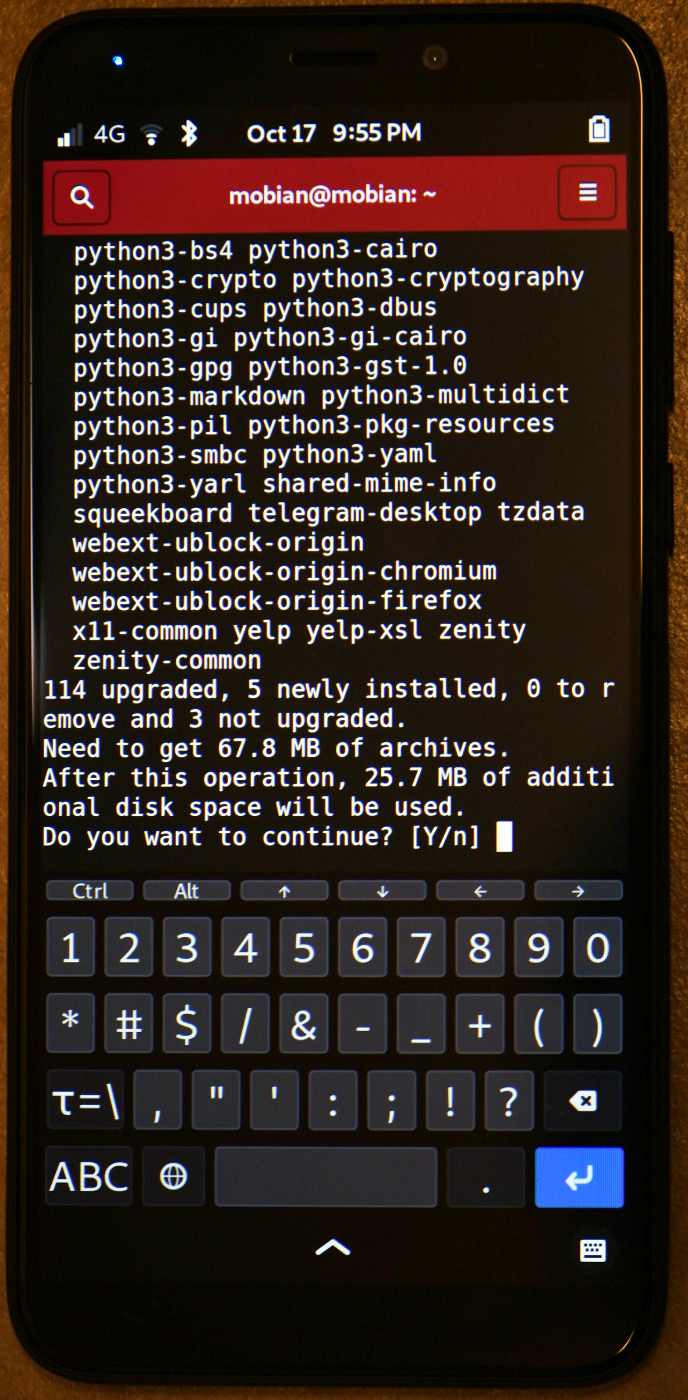
Використання APT для виконання оновлення, що працює на дистрибутиві Linux Mobian, із верхньою смужкою червоного кольору, щоб попередити про використання прав root.

PinePhone повністю покладається на операційні системи з відкритим вихідним кодом, розроблені сторонніми спільнотами, і лише прошивання в телефон здійснюється безпосередньо Pine64.  Оскільки проекти ОС, розроблялися спільнотою, PinePhone, станом на серпень 2021 року може використовувати 19 дистрибутивів Linux і сім графічних інтерфейсів , наприклад Ubuntu Touch від UBports, postmarketOS, Mobian ( Debian ARM ), LuneOS, Nemo Mobile і Maemo Leste .
Неофіційний проект портування GloDroid переніс Android 11 на PinePhone. 

## Прийом
У серпні 2020 року AndroidPolice переглянув перше видання спільноти, і поряд із заголовком «PinePhone на базі Linux — найцікавіший смартфон, який я пробував за багато років», він рекламував кількість доступних дистрибутивів та ідею надання спільнотам засобів розробки їх ОС. 
У січні 2020 року ZDNet назвав апаратне забезпечення PinePhone «перспективним» і зазначив шість апаратних перемикачів. 
У грудні 2019 року Мартінс Д. Окі з FossMint сказав, що перший випуск PinePhone призначений для користувачів, які знаються на Linux, які хотіли б протестувати бета-версії операційної системи, але версія для звичайних користувачів має бути доступна в березні 2020 року. 
У листопаді 2019 року Філліп Прадо з Android Authority сказав, що PinePhone має потенціал «розширити нашу уяву щодо того, як можуть виглядати мобільні комп’ютери», але він не очікував, що він замінить усі пристрої Android.  Ars Technica написала про незвичайні зовнішні порти телефону, пропонуючи I2C, GPIO і послідовний порт. 